# Ibadana cuspidata
Ibadana cuspidata är en spindelart som beskrevs av George Hazelwood Locket och Anthony Russell-Smith 1980. Ibadana cuspidata ingår i släktet Ibadana och familjen täckvävarspindlar. Inga underarter finns listade i Catalogue of Life.